# Franklinia
Franklinia é um monotípico género botânico pertencente à família Theaceae...